# Myersiohyla loveridgei
La rana de Loveridge (Myersiohyla loveridgei) es una especie de anfibios de la familia Hylidae.

## Distribución geográfica y hábitat
Es endémica del cerro Duida (Venezuela). Su rango altitudinal oscila alrededor de 900 m s. n. m.. Sus hábitats naturales incluyen bosques tropicales o subtropicales secos y a baja altitud y ríos.